# 伯頓 (堪薩斯州)
伯頓（英語：Burrton）是一個位於美國堪薩斯州哈維縣的城市。

## 地方資料
根據2020年美國人口普查的數據，伯頓的面積為2.30平方千米，當中陸地面積為2.30平方千米，而水域面積為0.00平方千米。當地共有人口861人，而人口密度為每平方千米374.35人。